# کلیسای سرخ
کلیسای سرخ (ارمنی: Կարմիր եկեղեցի؛ انگلیسی: Red Church) یک کلیسا متعلق به کلیسای حواری ارمنی واقع در شهر [[]]، [[]] جمهوری آذربایجان می‌باشد. ساخت و ساز این ساختمان در سال میلادی؛ به پایان رسید. این بنا به سبک معماری ارمنی طراحی شده‌است.